# Corn Laws
Die Corn Laws (deutsch Getreidegesetze) waren Gesetze im Großbritannien des 19. Jahrhunderts, durch die mittels hoher Einfuhrzölle und Einfuhrverbote auf Getreide die einheimische Landwirtschaft protegiert wurde.
Die Gesetze wurden eingeführt, nachdem durch das Ende der Napoleonischen Kriege 1815 die Getreidepreise auf dem Weltmarkt sanken. Durch die Getreidegesetze sollte einerseits verhindert werden, dass der einheimische Getreideanbau zurückging, was bei gleichzeitig steigender Bevölkerungszahl zu immer stärkerer Importabhängigkeit geführt hätte, andererseits waren sie Ausdruck der Patronage der Tory-Partei gegenüber ihrer Stammwählerschaft, dem landbesitzenden Adel.
- Das Getreidegesetz von 1815 wurde unter der Tory-Regierung von Lord Liverpool verabschiedet. Die Getreideeinfuhr wurde bei britischen Getreidepreisen unter 80 Shilling pro Quarter (Weizen) verboten. Bei höheren Preisen war die Getreideeinfuhr zollfrei.
- Das Getreidegesetz von 1822 verbot die Einfuhr von Getreide bei einem Absinken des einheimischen Getreidepreises unter 70 Shilling und erlaubte sie wieder bei einem Anstieg über 80 Shilling.
- Das Getreidegesetz von 1828, verabschiedete unter der Regierung des Herzogs von Wellington, führte einen Zoll ein, der bei Preisen unter 73 Shilling einsetzte und bei niedrigeren Preisen progressiv anstieg.

Bei einer Demonstration gegen die Getreidegesetze in Manchester 1819 kam es zum Peterloo-Massaker. 1831 gründeten Gegner der Korngesetze die Anti-Corn Law League. Durch den Reform Act 1832 wurde das Wahlrecht zugunsten der städtischen Mittelschicht abgeändert, die tendenziell anti-protektionistisch eingestellt war und den Freihandel unterstützte.
Unter der Regierung Peel wurden die Getreidegesetze 1846 mit einer dreijährigen Auslaufphase abgeschafft. Peel musste im selben Jahr als Resultat einer Niederlage betreffs seiner Irlandpolitik zurücktreten. Als Ergebnis spalteten sich die Peeliten von der Konservativen Partei ab und schlossen sich später den Liberalen an. Die geänderten Zollbestimmungen verhinderten nicht, dass zwischen 1845 und 1849 alleine in Irland mehr als 1 Million Menschen verhungerten (Große Hungersnot in Irland).